# Curtiss XP-31 Swift
Curtiss XP-31 Swift (Wright Field Project Number XP-934) là một mẫu máy bay tiêm kích thử nghiệm của Hoa Kỳ trong thập niên 1930, do hãng Curtiss chế tạo cho Quân đoàn Không quân Lục quân Hoa Kỳ.

## Quốc gia sử dụng
Hoa Kỳ
- Quân đoàn Không quân Lục quân Hoa Kỳ

## Tính năng kỹ chiến thuật
Dữ liệu lấy từ U.S. Fighters: Army-Air Force 1925 to 1980s and Fighters of the United States Air Force
Đặc điểm tổng quát
- Kíp lái: 1
- Chiều dài: 26 ft 3 in (8 m)
- Sải cánh: 36 ft  in (11 m)
- Chiều cao: 7 ft 9 in (2.4 m)
- Diện tích cánh: 203 ft2 (18.86 m2)
- Trọng lượng rỗng: 3.334 lb (1.512 kg)
- Trọng lượng có tải: 4.143 lb (1.879 kg)
- Động cơ: 1 × Curtiss V-1570 Conqueror, 600 hp (450 kW)

Hiệu suất bay
- Vận tốc cực đại: 208 mph (335 km/h)
- Tầm bay: 370 dặm (595 km)
- Trần bay: 24.400 ft (7.437 m)

Vũ khí trang bị
- 4 × súng máy M1919 Browning.30 in (7,62 mm)